# Chapelles d'Honkanummi
Les chapelles d'Honkanummi (en finnois : Honkanummen kappelit) sont situées dans le cimetière d'Honkanummi à Vantaa en Finlande.

## Description
Les chapelles d'Honkanummi sont les chapelles de bénédiction du cimetière d'Honkanummi de l'union paroissiale d'Helsinki à Vantaa. 
Le bâtiment des chapelles a été achevé en 1955 et a été conçu par l'architecte Erik Bryggman  qui a remporté le concours de d'architecte. 
L'édifice qui est l'un des plus beaux édifices sacrés des paroisses d'Helsinki, a été inaugurée en 1956. 
La façade est ornée d'un relief sculpté par Johan Vikainen et mis en place en 1957. 
Le bâtiment dispose de deux chapelles distinctes, dont la petite chapelle compte 60 places et la grande chapelle en compte 120. Le bâtiment dispose également, entre autres, d'une aire de livraison d'urnes, d'un crématorium et d'une morgue.
Le crématorium relié aux chapelles a été construit en 1991.
Le bâtiment de la chapelle est protégé.

## Galerie

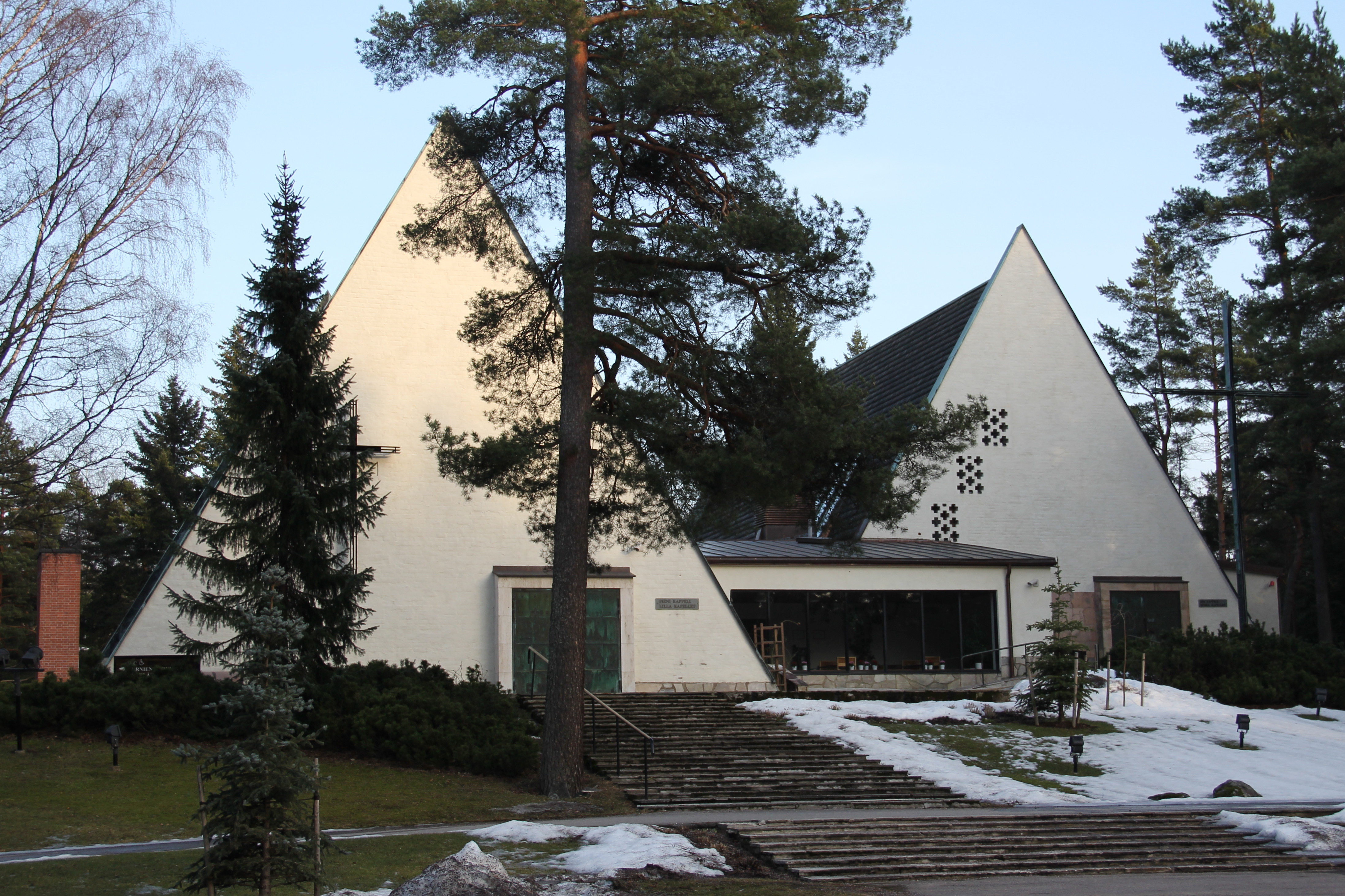
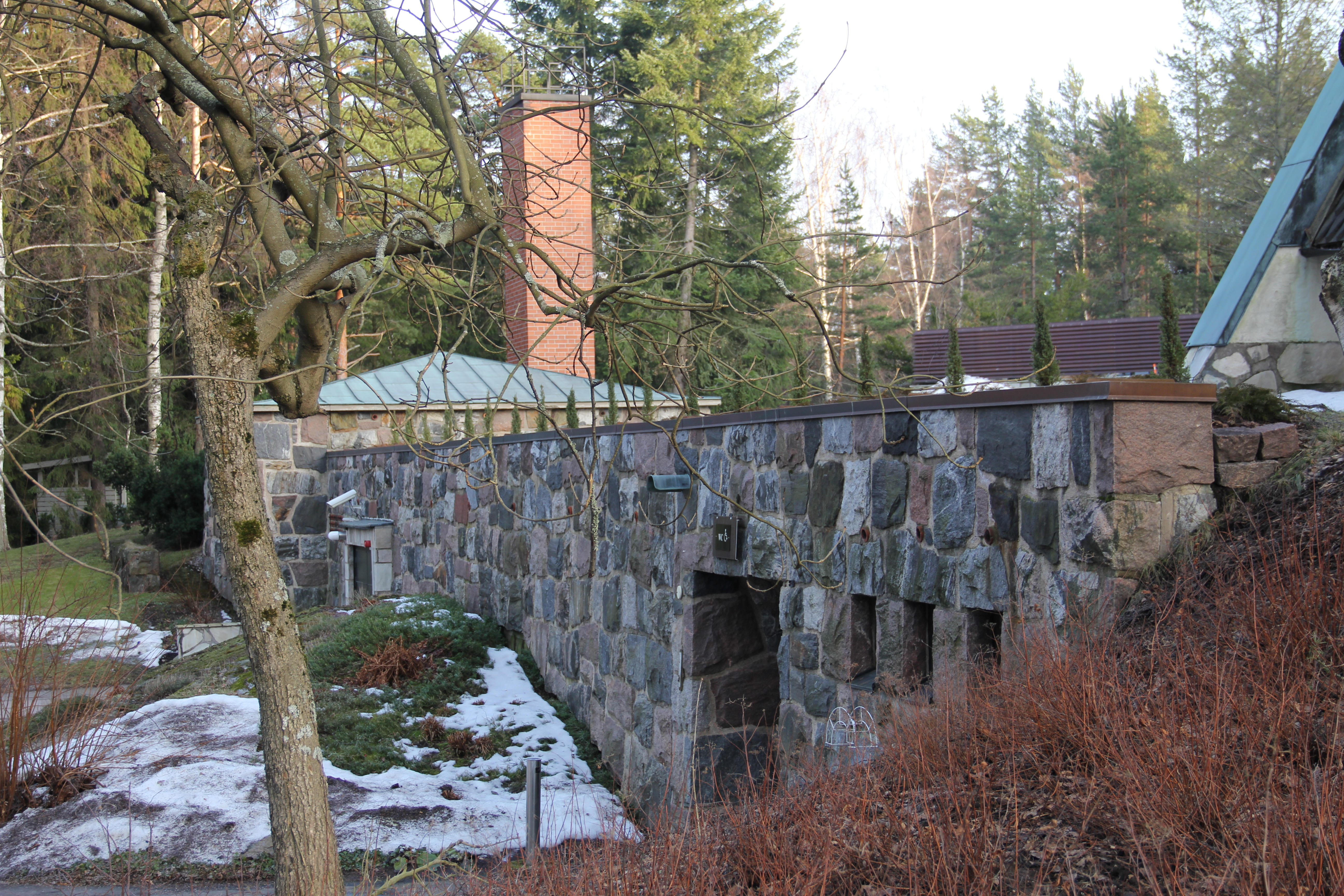
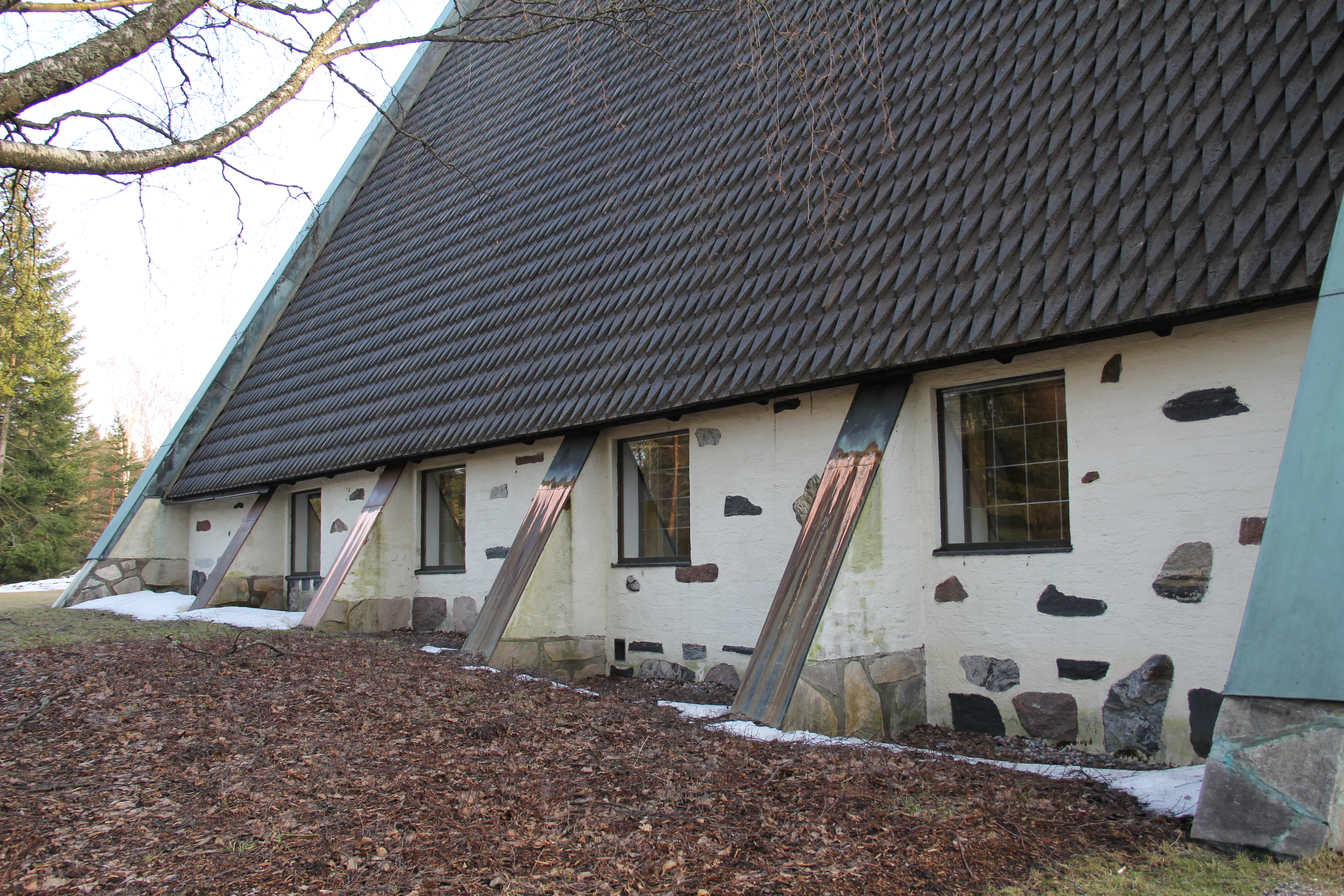